# یواس‌اس تریلبی (اس‌پی-۶۷۳)
یواس‌اس تریلبی (اس‌پی-۶۷۳) (به انگلیسی: USS Trilby (SP-673)) یک کشتی بود که طول آن ۳۷ فوت (۱۱ متر) بود. این کشتی در سال ۱۹۱۷ ساخته شد.